# Mötley Crüe
Mötley Crüe (рус. Мотли Крю; 'mɒtliː kruː) — американская глэм-метал группа, основанная в Лос-Анджелесе в 1981 году.
Группа была создана бас-гитаристом Никки Сиксом и барабанщиком Томми Ли, к которым впоследствии присоединились гитарист Мик Марс и вокалист Винс Нил. За историю Mötley Crüe было продано более 100 миллионов копий альбомов по всему миру, включая 75 миллионов в США.
Кроме того[чего?], члены группы известны по своим образам «суровой жизни»; все участники имели многочисленные проблемы с законом, сидели в тюрьме, прошли через зависимость от алкоголя и наркотиков, имели бесчисленные авантюры[уточнить] с женщинами. Помимо хард-рока и хеви-метала, с выпуском третьего альбома Theatre of Pain (1985) группа влилась в первую волну глэм-метала. Последний на данный момент альбом  Mötley Crüe Saints of Los Angeles вышел 24 июня 2008 года. Последнее выступление группы состоялось в канун Нового года, 31 декабря 2015 года. Снятый концерт был выпущен на Blu-ray  в 2016 году. 13 сентября 2018 года Mötley Crüe объявили о том, что они воссоединились и работают над новой музыкой. Нил также отметил, что хотя группа больше не будет гастролировать, они по-прежнему в будущем планируют выпускать новую музыку.

## История

### Ранние годы: 1981—1983
«Я хотел группу, которая походила бы на Дэвида Боуи и Sex Pistols, брошенных в блендер с Black Sabbath».
История Mötley Crüe началась 17 января 1981 года, когда басист Никки Сикс покинул группу London и начал совместные репетиции с ударником Томми Ли и вокалистом/гитаристом Грегом Леоном, игравшими раньше в группе Suite 19. Трио репетировало некоторое время, пока Леон не покинул их окончательно. Затем Сикс и Ли начали поиск новых участников и вскоре встретили гитаристов Робина Мура (Джеффа Гилла) и Боба Дила, более известного как Мик Марс, откликнувшись на объявление, размещенное в газете The Recycler, которое гласило: «Требуется громкий, грубый и агрессивный гитарист». Марс прошел прослушивание у Сикса, Мура и Ли, и впоследствии был принят на работу, в то время как Мур был уволен на той же сессии, согласно книге про группу The Dirt. Марс же и предложил название «Mötley Crüe» на то время безымянной группе. Один из членов группы White Horse, в которой он играл, называл White Horse «a motley looking crew».
Марс вспомнил эту фразу и изменил написание, добавив умлауты. Группе всё ещё требовался вокалист. Когда Мик Марс увидел выступление Винса Нила с группой Rock Candy в Старвуде (Голливуд), он посоветовал Mötley Crüe пригласить Нила. Сначала Нил отказался. Но когда другие участники Rock Candy разошлись по разным группам, а Томми Ли, который знал Нила ещё со средней школы, ещё раз пригласил Нила в Mötley Crüe, тот согласился и присоединился к группе 1 апреля 1981 года. Свой первый концерт группа отыграла в ночном клубе Starwood 24 апреля.
Вскоре Mötley Crüe познакомились со своим первым менеджером Алланом Коффманом. Группа выпустила свой первый сингл «Stick to Your Guns/Toast of the Town», который вышел на их собственном лейбле Leathür Records. Сингл печатался и распространялся Greenworld Distribution в Торрансе, Калифорния. В ноябре 1981 года вышел дебютный альбом «Too Fast for Love», который группа сама спродюсировала и выпустила на Leathür. Тираж альбома составил 20 000 копий. Ассистент Коффмана Эрик Грейф помог Mötley Crüe отправиться в турне по Канаде, в то же время он использовал успех группы в клубах Лос-Анджелеса для переговоров с некоторыми лейблами звукозаписи. В итоге в конце весны 1982 года был подписан контракт с Elektra Records. По настоянию Elektra Records, дебютный альбом был пересведён продюсером Роем Томасом Бэйкером и переиздан 20 августа 1982 года, а через два месяца канадская WEA выпустила этот альбом с оригинальным сведением Leathür.
Музыка Queen вдохновила Mötley Crüe на работу с Роем Томасом Бейкером над Too Fast for Love. Он, такой, заходил: „Привет, дорогуши…“, а затем слушал, наверное, минут тридцать и уходил. Мы были такие: „Не понял… Куда это он?“ Но он продюсировал Queen, так что мы просто должны были заполучить его[, чтобы он продюсировал и нас.]
Во время тура «Crüesing Through Canada Tour '82» с группой произошло много широко освещаемых прессой происшествий. Тур закончился преждевременно, в связи с бедственным финансовым положением группы.
В 1983 году Mötley Crüe сменили менеджера Коффмана на Дага Талера и Дока МакГи, известного по работе с такими группами, как Kiss и Bon Jovi. В сентябре того же года вышел второй альбом Shout at the Devil. Альбом стал прорывом группы и в конечном итоге стал четырежды платиновым.

### На пике славы: 1984—1991
|          |          |            |          |
| Винс Нил | Томми Ли | Никки Сикс | Мик Марс |

После выступления на «US Festival» и при поддержке MTV группа быстро набрала популярность в США. Затем они привлекли внимание Оззи Осборна и выступили на разогреве во время его тура 1984 года Bark at the Moon tour. Определённую известность группе принесла необычная одежда, ботинки на высоких каблуках, большое количество макияжа, а также постоянное употребление алкоголя и наркотиков. Используя смесь хеви-метала и глэм-рока, на протяжении 1980-х группе удалось выпустить несколько альбомов-бестселлеров, которыми являлись Theatre of Pain (21 июня 1985 г.) и Girls, Girls, Girls (15 мая 1987 г.). В последнем альбоме участники группы выразили свою любовь к мотоциклам, виски и стрип-клубам.
У группы также были постоянные стычки с законом. В 1984 году Винс Нил разбил свой автомобиль на обратном пути из винного магазина. Его пассажир, барабанщик рок-группы Hanoi Rocks Николас «Раззл» Дингли, погиб. Нил на предварительном слушании признал себя виновным по обоим пунктам обвинения (управление автомобилем в нетрезвом состоянии и непредумышленное убийство). Суд приговорил его к 30-дневному тюремному заключению (отсидел 18), 200 часам общественных работ и возмещению ущерба в размере 2,6 млн долларов. На плакате вышедшего в 1985 году альбома Theatre Of Pain появилось обращение ко всем поклонникам группы с просьбой не садиться за руль в пьяном виде.
22 декабря 1987 года Никки Сикс перенёс практически смертельную передозировку героина. Считали, что он умер ещё по пути в больницу, но врач, который был поклонником Crüe, спас Сикса, сделав ему два укола адреналина в сердце, и вернул его к жизни. Две минуты его клинической смерти стали вдохновением для песни «Kickstart My Heart», которая достигла 16-й позиции на Mainstream U.S. Chart. С 1986 до 1987 год Сикс вёл дневник своей героиномании и в конечном счёте попал на реабилитацию в январе 1988 года. В 2006 году Никки Сикс издал свои дневники как книгу «The Heroin Diaries; A Year in the Life of a Shattered Rockstar», ставшую бестселлером.
Образ жизни участников почти разрушил группу, пока их менеджеры Талер и МакГи не вмешались и запретили тур по Европе, опасаясь, что музыканты «вернутся в мешках для трупов». Вскоре после этого все участники группы, за исключением Мика Марса, подверглись реабилитации от наркотиков. Марс вылечился самостоятельно.
После реабилитации в 1989 году Mötley Crüe достигли огромной популярности с выпуском пятого альбома «Dr. Feelgood» (1 сентября 1989 г.), продюсером которого был Боб Рок. 14 октября 1989 года альбом занял первую позицию и оставался в чартах на протяжении 109 недель.
В 1989 году Док МакГи был уволен, и Талер остался единственным менеджером группы. В 1989 году в Москве группа приняла участие в Международном Московском фестивале мира в компании с Оззи Осборном, Bon Jovi, Skid Row, Scorpions, Gorky Park и Cinderella.
14 октября 1991 г. вышел шестой альбом группы «Decade of Decadence». Он достиг второй позиции среди альбомов на Billboard 200. Этот альбом, как предполагалось, был издан для поклонников, в то время как участники трудились над следующим альбомом.

### Годы беспорядков (1992—2003)
Винс Нил покинул группу в феврале 1992 года из-за внутренних разногласий между участниками. В это же время на фоне появления гранжа распались многие другие глэм-метал-группы 1980-х (Ratt, Stryper, White Lion, Europe и Britny Fox). Никки Сикс долго утверждал, что Винс сам ушёл из группы, однако Нил отрицал это и утверждал, что ушёл не по своей воле. «В любой группе есть маленькие ссоры», заметил Нил в 2000 году, «и конкретно эта возникла из цепочки „да пошёл ты…“ на репетиционной базе. „Я ухожу“ перешло в „ты уволен“ … К ситуации отнеслись по-идиотски. Менеджеры просто позволили развалиться одной из крупнейших групп в мире.» На вакантное место фронтмена претендовал вокалист Kik Tracee Стивен Шеро, но в итоге Винса Нила заменил Джон Кораби, который прежде играл в Angora и The Scream. Коммерческий успех Crüe снизился в течение 1990-х годов, хотя их одноимённый альбом Mötley Crüe, выпущенный в марте 1994 года, достиг седьмой позиции на «Billboard Top Ten». Альбом вызвал негативную реакцию многих поклонников из-за отсутствия Нила. Кораби предложил группе работать с Нилом, полагая, что последний всегда будет рассматриваться как голос группы. Это в конечном итоге привело к его собственному увольнению в 1996 году.  О своих мыслях по поводу первой записи с Mötley Crüe Кораби сказал: «Моя пластинка была первой, записанной совместно, которая не стала платиновой, не наделала какого-то умопомрачительного шума, и все просто запаниковали».
Группа воссоединилась в 1997 году после того, как менеджер Mötley Crüe Аллен Ковак и менеджер Винса Нила Берт Стейн устроили встречу для Винса, Томми и Никки. Договорившись «оставить их эго в дверях», группа выпустила альбом Generation Swine. Хотя он и попал на четвёртую позицию в чарте и несмотря на то, что группа выступила на American Music Awards, альбом не был коммерчески успешным отчасти из-за отсутствия поддержки со стороны лейбла. Вскоре после этого группа оставила Elektra и создала собственный лейбл Mötley Records.
В 1998 году истёк контракт между Mötley Crüe и Elektra Records, что предоставило группе полную власть над своими материалами и будущими планами. Это означало, что они стали единственными владельцами прав на все свои альбомы. После объявления о конце их отношений с Elektra Records группа стала одной из немногих групп в истории, которые имели права на свою продукцию как полноправные владельцы. В 1999 году группа повторно выпустила все свои альбомы, дублированные как «Crücial Crüe». Цифровые переиздания включали в себя демоверсии существующих песен, а также ранее не выпущенные песни.
В 1999 году, из-за обострившихся отношений с Винсом Нилом, Томми Ли оставил группу, чтобы начать сольную карьеру. «Всё, что мы получили, это звонок от его адвоката о том, что он не вернётся», — вспоминал певец. «Он больше не увлекался рок-н-роллом. Он даже сказал, что рок мёртв… Всё это произошло во время паузы в Mötley. Мы даже не репетировали, так что это было не страшно.» Его заменил барабанщик Рэнди Кастилло, до этого записавший несколько альбомов с Оззи Осборном. Незадолго до запланированного тура в поддержку нового альбома New Tattoo, вышедшего в 2000 году, Рэнди Кастилло заболел, что заставило его покинуть группу.  Бывшая барабанщица группы Hole Саманта Мелони присоединилась к Mötley Crüe для тура Maximum Rock с Megadeth, пока Кастильо сосредоточился на своём здоровье. Тем не менее, он умер от рака 26 марта 2002 года. Вскоре после этого группа ушла на перерыв.
В течение следующих шести лет Никки Сикс был задействован в проектах 58 и Brides of Destruction, в то время как Ли собрал Methods of Mayhem и выступил как соло-исполнитель. Нил со своим сольным проектом продолжал давать концерты, исполняя в основном песни Mötley Crüe. Мик Марс, страдавший от анкилозирующего спондилоартрита, уединился в 2001 году.
В 2001 году была издана автобиографическая книга «The Dirt», описывающая Mötley Crüe как «самую печально известную рок-группу в мире». Книга была в списке десяти лучших бестселлеров по версии The New York Times и провела там десять недель.

### Воссоединение и восстановление успеха (2004—2007)

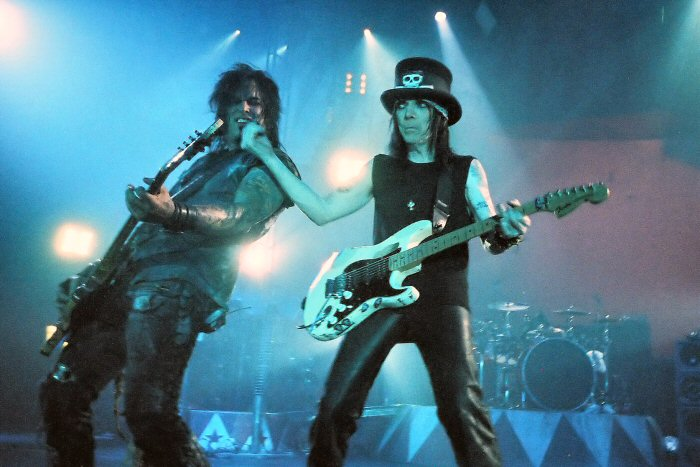
Никки Сикс и Мик Марс выступают в составе Mötley Crüe в Глазго (14 июня 2005 г.)

После нескольких встреч с менеджерами в сентябре 2004 года Сикс объявил, что он и Нил начали записывать новый материал. В декабре того же года четверо музыкантов сообщили о подготовке к туру, посвященному воссоединению группы и организовали мероприятие, прибыв в Hollywood Palladium на катафалке. Тур начался 14 февраля 2005 года в городе Сан-Хуан. В феврале того же года был выпущен последний сборник-альбом группы, «Red, White & Crüe», который включал в себя классические композиции, а также три новых песни: «If I Die Tomorrow», «Sick Love Song» и кавер-версия песни The Rolling Stones «Street Fighting Man». Некоторое недоумение было вызвано слухом о том, что ни Томми, ни Мик не участвовали в записи новых песен. Высказывалось предположение, что их подменяли барабанщик группы Vandals Джош Фриз и бывший гитарист группы Beautiful Creatures DJ Ashba. Однако вышедший позже документальный фильм VH1, рассказывающий про воссоединение группы, показал, что Ли действительно участвовал в записи новых песен. Японский выпуск «Red, White & Crüe» включил в себя дополнительную композицию «I’m a Liar (and That’s the Truth)». Сборник занял шестую позицию в чарте, а позже стал платиновым.
В 2006 году Mötley Crüe совместно с группой Aerosmith отправились в турне «Route of All Evil Tour». Этот тур являлся ещё одним крупным мероприятием со времен «Carnival of Sins», начавшегося в 2005 году. В июне 2007 года Mötley Crüe приняли участие в небольшом европейском турне. Вскоре после этого Нил, Марс и Сикс подали в суд на Карла Стабнера, менеджера Томми Ли. Стабнеру был предъявлен иск за заключение контракта на то, чтобы Ли появился на двух неудачных реалити-шоу, повредивших имиджу группы. На официальном веб-сайте Motley.com сообщалось, что судебный иск был улажен.

### Saints of Los Angeles(2008—2015)
11 июня 2008 года участники группы подали иск против Берта Стейна, который, в свою очередь, подал встречный иск. Стейн был личным менеджером Винса Нила, а также, по словам группы и менеджера Аллена Ковача, когда-то работал менеджером Mötley Crüe. Crüe и Ковач, предъявив иск в Верховном суде графства Лос-Анджелес, утверждали, что у Стейна не было права на сокращение дохода Mötley Crüe. Стейн предъявил иск в тот же самый день в федеральном суде Нашвилла, говоря, что он был наделен правом на 1,875 процента того, что зарабатывает группа. За этим последовал ещё один судебный процесс, прошедший в Неваде. В июле 2009 года адвокаты обеих сторон объявили, что споры были «дружески решены» через «глобальное урегулирование».

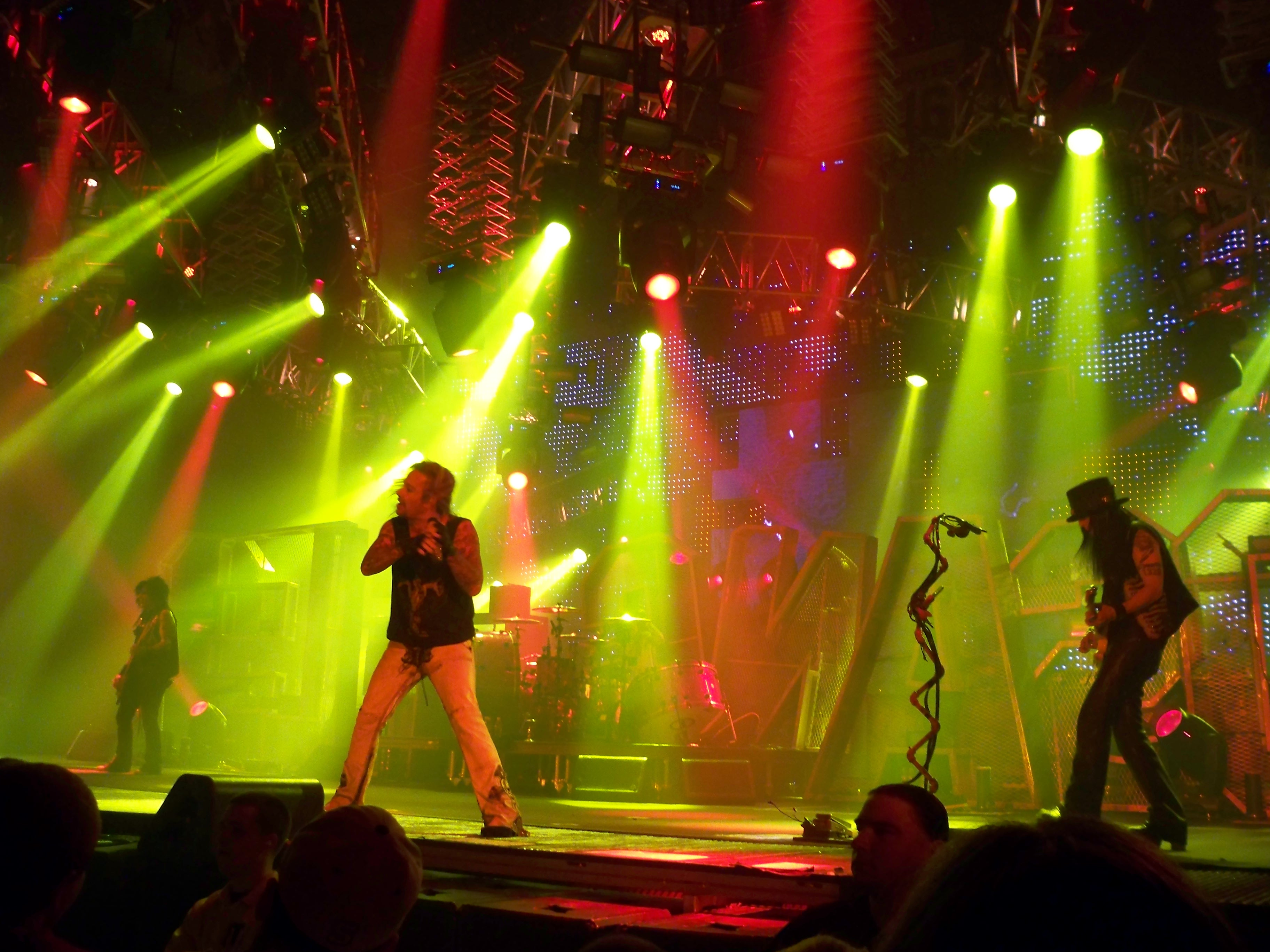
Mötley Crüe выступают в США (март 2009 г.)

Девятый студийный альбом Mötley Crüe Saints of Los Angeles был издан 17 июня 2008 года в Японии и 24 июня 2008 года в США. Первоначально альбом был назван The Dirt, как и автобиографическая книга группы, но впоследствии музыканты решили изменить название. Изначальный состав группы был восстановлен.
Летом 2008 года Mötley Crüe возглавили популярный музыкальный фестиваль Crüe Fest. Участие в фестивале также приняли Papa Roach, Trapt и удачный сольный проект Никки Сикса: Sixx:A.M..
Mötley Crüe объявили, что в 2009 году возможен выход фильма «The Dirt», основанного на книге, написанной группой совместно с Нилом Страуссом. Однако этого не случилось, и в 2013 году режиссёр Джефф Тремэйн объявил о своём намерении выступить в качестве постановщика фильма.
С июля по сентябрь 2009 года группа возглавляла «Crüe Fest 2». В турне приняли участие Godsmack, Theory of a Deadman, Drowning Pool и Charm City Devils. Mötley Crüe исполнили выборочные песни с альбома Saints of Los Angeles, а также все песни с Dr. Feelgood, отмечая 20-летие альбома.
В 2010 году Mötley Crüe приняли участие в виде хедлайнеров на фестивале «Ozzfest» вместе с Оззи Осборном и Робом Хэлфордом.
28 января 2014 года Mötley Crüe объявили о завершении карьеры и о проведении прощального тура.
15 января 2015 года было объявлено, что карьера группы закончится международными концертами в Японии, Австралии, Бразилии и Европе, а затем в течение 2015 года состоится второй этап североамериканских концертов, который закончится концертом 27 декабря на MGM Grand Garden Arena, в Лас-Вегасе , за которым последуют три концерта в Staples Center 28, 30 и 31 декабря 2015 года. В мае 2015 года The Crüe и Элис Купер лично объявили о 12 концертах для Европы на конференции в Лондоне.
19 сентября 2015 года группа сыграла на главной сцене фестиваля Rock in Rio.
Свой последний концерт группа сыграла 31 декабря 2015 года в родном городе Лос-Анджелесе, в «Стейплс-центр». Группа сообщила, что их новогоднее выступление будет выпущено в 2016 году. Фильм получил название Motley Crue: THE END.

### Реюнион, автобиографияThe Dirtи новая музыка (с 2018)
13 сентября 2018 года фронтмен Винс Нил в своём Твиттере объявил, что Mötley Crüe записали четыре новых песни; позже это было подтверждено басистом Никки Сиксом. Нил также пояснил, что неcмотря на то, что группа подписала контракт о прекращении гастролей, они по-прежнему в будущем планируют продолжить делать новую музыку.
Netflix выпустил биографический фильм Грязь, основанный на одноимённой книге и также сопровождавшийся одноимённым саундтреком из 18 песен, вышедшем 22 марта 2019 года. Режиссёром выступил Джефф Тремэйн, (Чудаки), продюсерами выступили Джули Йорн и Эрик Олсен, а в качестве исполнительного продюсера отметился Рик Йорн, а также менеджер Mötley Crüe, генеральный директор Eleven Seven Label Group и основатель Tenth Street Entertainment, — Аллен Ковач. В главных ролях снялись Дэниел Уэббер в роли Нила, Иван Реон (Игра престолов) в роли Марса, Дуглас Бут в роли Сикса и Колсон Бейкер (также известный как Machine Gun Kelly) в роли Ли. Пит Дэвидсон (Saturday Night Live) выступил в роли продюсера Тома Затаута.
Первой новой песней саундтрека стала «The Dirt (Est.1981) (при участии Machine Gun Kelly)», выпущенная 22 февраля 2019. Помимо этого, для саундтрека группа написала ещё две новые песни: «Ride With The Devil» и «Crash And Burn», и перепела песню Мадонны «Like A Virgin». Также в него вошли четырнадцать классических песен Mötley Crüe. Продюсированием занимался Боб Рок, ранее работавшей с группой над их хитовым альбомом Dr. Feelgood. Релиз состоялся 22 марта 2019 года на лейблах Mötley Records и Eleven Seven Music.
Rolling Stone писал, что «The Dirt» это «в полном смысле развратный фильм, который зарывается глубоко внутрь их восхождения от метал сцены Сансет-стрип начала 80-х до их дней как стадионных хэдлайнеров».
Про наследие группы также было показано в эпизоде Reelz 2019 года «Breaking The Band». Винс Нил и Никки Сикс негативно отреагировали на то, как всё было изображено в эпизоде. Сикс сказал, что они будут судиться и назвал  Reelz «полным днищем».
В ноябре 2019 года начали распространяться слухи о воссоединении группы в турне 2020 года с Def Leppard и Poison после того, как группа ответила на онлайн-петицию о возвращении коллектива, заявив, что «это интересно ...».  18 ноября журнал Rolling Stone сообщил, что все четыре участника согласились вернуться вместе для участия в туре, используя лазейку в своём контракте «Cessation of Touring». В тот же день группа подтвердила все сообщения заявлением на своём сайте, опубликовав пресс-релиз и видеозапись уничтожения контракта. 4 декабря 2019 года было официально подтверждено, что Mötley Crüe отправится в стадионный тур вместе с Def Leppard, Poison и Joan Jett & Blackhearts летом 2020 года. Также в декабре 2019 года Мик Марс объявил, что его дебютный сольный альбом выйдет весной 2020 года. 1 июня 2020 года Mötley Crüe объявили, что The Stadium Tour из-за пандемии COVID-19 будет перенесен на 2021 год; он был снова перенесен на 2022 год, в связи с аналогичными обстоятельствами на фоне пандемии. В январе 2022 года, после всплеска омикрон-штамма, Сикса спросил один из фанатов в Твиттере, состоится ли The Stadium Tour в этом году; его ответ был: "Мы на 1000% отправляемся в путь с Def Leppard для The Stadium Tour в середине июня... Я не могу, черт возьми, дождаться...". Незадолго до начала тура , гитарист Def Leppard Фил Коллен объявил, что Mötley Crüe «записались» на ещё один совместный тур по Европе, который намечен на 2023 год;  Это утверждение было позже подтверждено фронтменом Def Leppard Джо Эллиоттом.
В ноябре 2021 года Mötley Crüe продали весь свой бэк-каталог компании BMG Rights Management.
В сентябре 2022 года Нил объявил в интервью Las Vegas Review-Journal , что группа вернётся в тур по США в 2024 году. В том же интервью он также исключил возможность выпуска новых студийных альбомов, заявив, что они «строго гастрольная группа».
Согласно заявлению, опубликованному публицистом Марса, 26 октября 2022 года Мик Марс ушел из гастролей группы из-за продолжающихся проблем со здоровьем.  На следующий день группа подтвердила, что Джон 5 займёт место Марса в качестве их нового гастролирующего гитариста, хотя позже он был подтверждён как участник группы в апреле 2023 года. В декабрьском интервью A Radio Rock в Бразилии Сикс подтвердил, что группа не уйдёт в ближайшее время, и заявил, что группа будет гастролировать ещё восемь лет.
6 апреля 2023 года Марс подал в суд на группу, утверждая, что группа пыталась уволить его. В ответ на иск, группа в тот же день выпустила заявление, в котором отрицала, что уволила Марса, и что, хотя он все еще был членом группы, он ушел из тура.
19 апреля 2023 года группа объявила, что работает над новой музыкой с продюсером Бобом Роком, исключив возможность того, что группа снова будет работать с Миком Марсом.

## Влияние
Mötley Crüe заняли десятое место в списке MTV «10 лучших хеви-метал-групп всех времён» и девятое место в «Десяти лучших метал-групп VH1 за всё время». Группа оказала влияние на Poison, Skid Row и Cinderella.

## Участники группы
Текущий состав
- Никки Сикс — бас-гитара, бэк-вокал, клавишные (1981—2015, 2018—настоящее время), клавишные (1988—1993)
- Винс Нил — ведущий вокал, иногда ритм-гитара (1981—1992, 1997—2015, 2018—наши дни)
- Томми Ли —  ударные, бэк-вокал, фортепиано (1981—1999, 2004—2015, 2018—наши дни), фортепиано (1985—1999, 2004—2015, 2018—наши дни)

- John 5 — соло-гитара, бэк-вокал (2022—наши дни)[77][79][87]

Нынешние концертные музыканты
- Лора Д'Анзиери — бэк-вокал, танцовщица (2022—настоящее время)[88][89]
- Бэйли Свифт — бэк-вокал, танцовщица (2022—настоящее время)[88][89]
- Ханна Саттон — бэк-вокал, танцовщица (2022—настоящее время)[88][89]

Бывшие участники
- Грег Леон — соло и ритм-гитара, ведущий вокал (1981)[23][90]
- Джон Кораби — ведущий вокал, ритм-гитара, бас-гитара (1992—1997)
- Рэнди Кастилло — ударные (1999—2000; умер в 2002)
- Мик Марс — соло и ритм-гитара, бэк-вокал (1981—2015, 2018—2022)[87]

Бывшие концертные участники
- Эми Канин — бэк-вокал (1987—1991; ум. в 2017)[91]
- Донна МакДэниел — бэк-вокал (1987—1991)[92]
- Джози Димария — танцор (1999, 2005—2006)[93]
- Перл Оди — бэк-вокал (2000)[94]
- Саманта Мелони — ударные (2000—2003)[86]
- Уилл Хант  — ударные (2006, 2007, 2008)[95][96][97]
- Морган Роуз — ударные (август 2009)[96]
- Эллисон Кайлер — бэк-вокал, танцор (2011—2015)[98][99]
- Анналисия Симон — бэк-вокал (2011)[99]
- София Туфа — бэк-вокал, танцор (2012—2015)[100]
- Томми Клафетос — ударные (2022; замена Томми Ли)[101]

Временная шкала

## Туры
- 1981: Anywhere, USA Tour (Северная Калифорния)
- 1981–1982: Boys in Action Tour
- 1982: Crüesing Through Canada Tour
- 1983–1984: Bark at the Moon Tour[англ.] (World) с Оззи Осборном
- 1985–1986: Welcome to the Theatre of Pain Tour
- 1987–1988: Girls, Girls, Girls Tour (World)
- 1989: Moscow Music Peace Festival Tour (СССР)
- Октябрь 1989 – Август 1990: Dr. Feelgood World Tour
- 1991: Monsters of Rock Tour
- 1994: Anywhere There's Electricity Tour (Америка и Япония)
- 1997: Live Swine Listening Party Tour
- 1997: Mötley Crüe vs. The Earth Tour
- 1998–1999: Greatest Hits Tour
- Июнь–Сентябрь 1999: Maximum Rock Tour
- 1999: Welcome to the Freekshow Tour
- 2000: Maximum Rock 2000 Tour
- 2000: New Tattoo Tour (Japan)
- 2005: Red, White & Crüe ... Better Live Than Dead Tour
- 2005-2006: Carnival of Sins Tour
- Сентябрь–Декабрь 2006: Route of All Evil Tour
- 2007: Mötley Crüe Tour
- July–August 2008: Crüe Fest[англ.] Tour
- Октябрь 2008 – Июль 2009: Saints of Los Angeles Tour
- July–September 2010: Crüe Fest 2[англ.] Tour
- 2010: The Dead of Winter Tour (Канада)
- 2010: Ozzfest Tour
- 2011: Glam-A-Geddon Tour
- October 2011: Mötley Crüe 30th Anniversary Tour (Япония)
- 2011: Mötley Crüe England Tour
- 2012: European Tour
- Июль 2012 – Март 2013: The Tour
- Апрель — Июль 2013: North American Tour
- Июль 2014 — Декабрь 2015: The Final Tour
- Июнь 2022-Сентябрь 2022: The Stadium Tour[англ.]
- Февраль 2023-Август 2023: The World Tour[англ.]

## Дискография

### Студийные альбомы
- Too Fast for Love (1981)
- Shout at the Devil (1983)
- Theatre of Pain (1985)
- Girls, Girls, Girls (1987)
- Dr. Feelgood (1989)
- Mötley Crüe (1994)
- Generation Swine (1997)
- New Tattoo (2000)
- Saints of Los Angeles (2008)

### Саундтреки
- The Dirt[англ.] (2019)

## Видео
- Uncensored — (1985)
- Dr. Feelgood — The Videos
- Decade of Decadence:1981-1991
- Greatest Video Hits
- MTV:VH1: Behind The Music — Документальный фильм 1998 года, позже вышел обновлённый вариант 2010 года
- Lewd, Crued & Tattooed (Live DVD)
- Carnival Of Sins: Live
- Crüe Fest: Live